# Геверсдорф
Геверсдорф (њем. Geversdorf) општина је у њемачкој савезној држави Доња Саксонија. Једно је од 57 општинских средишта округа Куксхафен. Према процјени из 2010. у општини је живјело 750 становника. Посједује регионалну шифру (AGS) 3352018.

## Географски и демографски подаци
Геверсдорф се налази у савезној држави Доња Саксонија у округу Куксхафен. Општина се налази на надморској висини од 0 – 5 метара. Површина општине износи 21,6 km². У самом мјесту је, према процјени из 2010. године, живјело 750 становника. Просјечна густина становништва износи 35 становника/km².